# Rapala metajarbas
Rapala metajarbas är en fjärilsart som beskrevs av Druce 1895. Rapala metajarbas ingår i släktet Rapala och familjen juvelvingar. Inga underarter finns listade.